# Blues Brothers - Il mito continua
Blues Brothers - Il mito continua (Blues Brothers 2000) è una commedia musicale diretta nel 1998 da John Landis, con Dan Aykroyd e John Goodman. È il seguito di The Blues Brothers - I fratelli Blues, uscito nel 1980 e diretto sempre da Landis.

## Trama
Elwood, uno dei due fratelli Blues, esce di prigione e viene a sapere della morte del fratello Jake e di Curtis, figura paterna ai tempi dell'orfanotrofio . Elwood riunisce la band, con il figlio illegittimo di Curtis, Cab, e un giovane orfano di nome Buster. La Blues Brothers Band al completo partecipa poi alla "Battle of Bands" di New Orleans per vincere il premio finale.

## Produzione e distribuzione
Presentato fuori concorso al 51º Festival di Cannes, il film è dedicato a John Belushi, Cab Calloway e John Candy, membri del cast del film originale, morti prima della produzione del sequel, così come a Junior Wells, morto un mese prima della sua uscita.

## Comparse celebri
Così come The Blues Brothers - I fratelli Blues, anche Blues Brothers: Il mito continua vanta un gran numero di comparse celebri. Le più rilevanti sono:
- B.B. King
- Billy Preston
- Aretha Franklin
- James Brown
- Junior Wells
- Joshua Redman
- Jonny Lang
- Eric Clapton
- Eddie Floyd
- Jimmie Vaughan
- Darrell Hammond
- Wilson Pickett
- Steve Winwood
- Grover Washington Jr.
- Frank Oz
- Erykah Badu come Queen Mousette
- Isaac Hayes
- Dr. John
- Blues Traveler
- Bo Diddley
- Sam Moore
- Lou Rawls
- Charlie Musselwhite
- Clarence Clemons
- Ray Charles

## Colonna sonora
La colonna sonora fu pubblicata come disco nel 1998 ed è interpretata da molti altri artisti oltre ai Blues Brothers.

## Altri media
Sul film venne vagamente basato il videogioco Blues Brothers 2000 del 2000.